# Lineage (série de jeux vidéo)
Pour les articles homonymes, voir Lineage.
Lineage (coréen : 리니지) est une franchise de jeu de rôle en ligne massivement multijoueur de type médiéval-fantastique du développeur de jeux vidéo sud-coréen NCSoft. Il est devenu très populaire en Corée du Sud, où les abonnements se comptent par millions, mais il est également disponible en versions chinoise, japonaise, russe et anglaise. C'est par ailleurs l'une des franchises de jeux vidéo les plus lucratives de tous les temps, avec 9,7 milliards de dollars de recettes à vie, en 2019. 

## Jeux
- Lineage, sorti en 1998.
  - Lineage M, une version portage mobile de Lineage développée par NCSoft, sortie en Corée du Sud le 21 juin 2017[1],[2].
  - Lineage W, une suite de Lineage, dont la sortie mondiale est prévue en 2021. L'histoire se déroule 150 ans après celle de Lineage.
- Lineage II, une préquelle de Lineage, sortie en 2003. L'histoire se déroule 150 ans avant celle de Lineage.
  - Lineage 2: Revolution, une préquelle directe de Lineage II. L'histoire se déroule 100 ans avant celle de Lineage II: Goddess of Destruction. Développé par Netmarble Neo, le jeu est sorti sur les plateformes mobiles en 2017.
  - Lineage 2 M, une version portage mobile de Lineage II, est sorti en novembre 2019[3].
  - Lineage 2: Blood League, un jeu mobile développé par Snail Games, date de sortie non annoncée.
- Lineage Red Knights, un jeu mobile développé par NCSoft, sorti en 2017.
- Project TL, une suite directe de Lineage, date de sortie non annoncée.